# Placebo
Placebo (din latină, lit.: voi plăcea) este un termen utilizat în cercetare pentru a desemna o substanță inactivă sau o procedură utilizată ca element de control în experimente. Efectul placebo este îmbunătățirea măsurabilă, observabilă sau care se resimte asupra sănătății, care nu se atribuie unui tratament real în desfășurare.
Prin extensie, placebo este orice procedură terapeutică sau o componentă a acesteia despre care nu a fost demonstrat că administrarea sa ar produce o activitate fiziologică sau psihologică specifică, menită să îmbunătățească starea de sănătate a pacientului în cazul afecțiunii tratate.
Placebo poate fi: 
- placebo inert, când se referă la o substanță inactivă farmacologic, cu un conținut neutru;
- placebo activ, când se utilizează o pastilă cu efecte farmacologice, dar care nu este considerată de medic ca având un efect specific în cazul respectivei afecțiuni.

„Placebo” poate fi considerat și un tratament sau procedură terapeutică (inclusiv chirurgicală) care la momentul administrării era considerat eficace pentru respectiva situație medicală, deși ulterior studiile au arătat lipsa sa de eficiență.
Cuvântul placebo reprezintă forma – la viitor – a verbului latin placeo/plăcere și poate fi tradus stricto sensu prin: voi plăcea, sau, mai liber, voi fi plăcut (agreabil).
Cuvântul Placebo are sensul de agreabil, plăcut – în sens de promisiune – și deci poate defini așteptarea unui bolnav – când i se dă un medicament – la acțiunea utilă, plăcută a acesteia (Bradu Iamandescu I. și Necula I., 2002).
Placebo reactiv este persoana care raportează un efect placebo.
Caracterele generale ale efectului placebo:
- substanța administrată este inertă farmacodinamic;
- efectul este simptomatic;
- durata efectului este, de regulă, scurtă;
- instalarea efectului este mai rapidă decât a unei substanțe farmacodinamice active;
- acțiune nespecifică.

Efectul placebo poate fi de două feluri:
1. activ - când apar simptome adverse ce apar și în cazul medicației
2. inactiv - când nu apar aceste simptome adverse

## Fenomenul placebo în context terapeutic
Efectul placebo nu asigură vindecarea, ci doar o ameliorare subiectivă a simptomelor resimțite. În caz de vindecare fără un tratament adecvat, se poate vorbi de vindecare spontană sau inexplicabilă, dar nu de placebo. Deci placebo nu este comparabil cu magia paranormală, ci cu iluzionismul.
Placebourile nu au nicio valoare terapeutică. Ele nu au efecte asupra bolilor, ci cel mult influențează evaluarea subiectivă făcută de pacienți propriilor simptome. Uneori ele pot face ca oamenii să se simtă mai bine, iar alteori mai rău, caz în care sunt numite nocebo.